# Les Terriens (film)
Pour les articles homonymes, voir Les Terriens.
Pour plus de détails, voir Fiche technique et Distribution.
Les Terriens est un  documentaire français réalisé par Ariane Doublet et sorti en 2000.

## Synopsis
Dans un village de Seine-Maritime, on attend l'éclipse solaire du 11 août 1999. L'agriculture et la condition paysanne vues pendant cet évènement historique pour la région.

## Fiche technique
- Titre : Les Terriens
- Réalisation, scénario et montage : Ariane Doublet
- Pays d’origine :  France
- Date de tournage : 1999
- Genre : documentaire
- Durée : 85 minutes
- Date de sortie : France : 28 juin 2000